# Bože Pravde
Pour les articles homonymes, voir Bože.
Dieu de Justice (en serbe: Боже правде / Bože pravde) a été choisi en 1918 comme l'hymne du royaume de Serbie et il est depuis 2003 l'hymne national officiel de la république de Serbie, indépendante depuis juin 2006.
Le texte de l'hymne a été écrit, en 1872, par Jovan Đorđević, sur une musique de Davorin Jenko.
Il a été partiellement modifié, depuis l'éclatement de la Yougoslavie. En effet, les paroles originales faisaient notamment référence au roi de Serbie, ce qui n'était plus de mise, dans les années 1990, dans un régime républicain.

## Paroles

### Texte en serbe
Les paroles officielles sont surlignées en gras.
| Serbe cyrillique | Serbe latin | Transcription API |
| --- | --- | --- |
| Боже правде, ти што спасе од пропасти досад нас, чуј и од сад наше гласе и од сад нам буди спас. Моћном руком води, брани будућности српске брод, 𝄆 Боже спаси, Боже xрани, српске земље, српски род! 𝄇 Сложи српску браћу драгу на свак дичан славан рад, слога биће пораз врагу а најјачи српству град. Нек на српској блиста грани братске слоге златан плод, 𝄆 Боже спаси, Боже xрани српске земље, српски род! 𝄇 Нек на српско ведро чело твог не падне гнева гром Благослови Србу село поље, њиву, град и дом! Кад наступе борбе дани к победи му води ход 𝄆 Боже спаси, Боже xрани српске земље, српски род! 𝄇 Из мрачнога сину гроба српске славе нови сјај настало је ново доба Нову срећу, Боже дај! Отаџбину српску брани пет вековне борбе плод 𝄆 Боже спаси, Боже брани моли ти се српски род! 𝄇 | Bože pravde, ti što spase od propasti dosad nas, čuj i odsad naše glase i od sad nam budi spas. Moćnom rukom vodi, brani budućnosti srpske brod, 𝄆 Bože spasi, Bože hrani, srpske zemlje, srpski rod! 𝄇 Složi srpsku braću dragu na svak dičan slavan rad, sloga biće poraz vragu a najjači srpstvu grad. Nek na srpskoj blista grani bratske sloge zlatan plod, 𝄆 Bože spasi, Bože hrani srpske zemlje, srpski rod! 𝄇 Nek na srpsko vedro čelo tvog ne padne gneva grom Blagoslovi Srbu selo polje, njivu, grad i dom! Kad nastupe borbe dani k pobedi mu vodi hod 𝄆 Bože spasi, Bože hrani srpske zemlje, srpski rod! 𝄇 Iz mračnoga sinu groba srpske slave novi sjaj nastalo je novo doba Novu sreću, Bože daj! Otadžbinu srpsku brani pet vekovne borbe plod 𝄆 Bože spasi, Bože brani moli ti se srpski rod! 𝄇 | [bôː.ʒe prâːʋ.de tîː ʃtô spâː.se] [ôd prǒ.pas.ti dǒ.sad nâːs] [t͡ʃûːj i ôdsâd nâ.ʃe ɡlâː.se] [i ôd sâd nâm bu.di spâːs] [môt͡ɕ.nom rǔː.koːm vo.di bra.ni] [bu.dut͡ɕ.nos.ti sr̩p.ske brôːd] 𝄆 [bôː.ʒe spâː.si bôː.ʒe xra.ni] [sr̩p.ske zem.ʎe sr̂p.ski rôːd] 𝄇 [slo.ʒi sr̩p.sku bra.t͡ɕu dra.gu] [na sʋâːk di.t͡ʃan slâː.ʋan râːd] [slô.ɡa bǐː.t͡ɕe pô.raːz ʋraː.gu] [a naj.ja.t͡ʃi sřp.stʋu ɡrâːd] [nek na sr̩p.skoj blis.ta ɡraː.ni] [brat.skeː slo.ge zlǎː.tan plôːd] 𝄆 [bôː.ʒe spâː.si bôː.ʒe xra.ni] [sr̩p.ske zem.ʎe sr̂p.ski rôːd] 𝄇 [nek na sr̩p.sko ʋed.r̩o t͡ʃě.lo] [tʋôg ne pad.ne gne.ʋa ɡrôːm] [bla.ɡo.slo.ʋi sr̩.bu sě.lo] [pô.ʎe ɲi.ʋu ɡrâːd i dôːm] [kâd na.stuː.pe bor.be daː.ni] [k‿po.be.di mu ʋo.di xôːd] 𝄆 [bôː.ʒe spâː.si bôː.ʒe xra.ni] [sr̩p.ske zem.ʎe sr̂p.ski rôːd] 𝄇 [iz mraːt͡ʃ.no.ga sîː.nu gro.ba] [sr̩p.ske sla.ʋe nô.ʋi sjâːj] [nǎ.sta.lo je no.ʋo dôː.ba] [no.ʋu sre.t͡ɕu bôː.ʒe daj] [o.tad͡ʒ.bi.nu sr̩p.sku bra.ni] [pet.ʋe.koʋ.ne bor.be plôːd] 𝄆 [bôː.ʒe spâː.si bôː.ʒe xra.ni] [mo.li ti se sr̂p.ski rôːd] 𝄇 |

### Traduction française
Dieu de Justice, toi qui nous as sauvés
De la déchéance jusqu'à ce jour
Entends à présent nos voix
Et guide-nous vers la délivrance.
Que ta main toute-puissante guide et défende
Le devenir de la patrie serbe,
Dieu sauve, Dieu nourris
Les terres serbes et la lignée serbe !
Unis les chers frères serbes
Pour qu'ils travaillent dans l'amour,
Afin de vaincre le démon
Et d'être les plus forts, toujours.
Que sur les branches de l'arbre serbe naisse,
L'union des frères serbes, ce précieux fruit,
Dieu de justice, sauve et nourris
Les terres serbes et la lignée serbe !
Seigneur ! Épargne-nous
Ta vengeance
Bénis nos villages,
Prairies, terres, villes et maisons
Quand notre peuple se bat
Guide-le vers la victoire
Dieu de justice, sauve et nourris
Les terres serbes et la lignée serbe !
Que de la tombe noire du fils serbe
Jaillisse une lumière
Et fasse renaître une nouvelle vie
Seigneur ! Donne nous un nouvel espoir !
Défends la terre de nos ancêtres
Fruit de cinq siècles de guerres
Dieu de justice sauve et défends-nous
T'implore la lignée serbe !